# Stiftung Stadtmuseum Berlin
Stiftung Stadtmuseum Berlin er en sammenslutning etableret i 1995, der driver en række kulturhistoriske museer i Berlin, Tyskland.

## Museer
- Märkisches Museum
- Ephraim-Palais
- Nikolaikirche
- Knoblauchhaus
- Museumsdorf Düppel
- Berlinudstillingen i Humboldt Forum